# Wattholma bruk

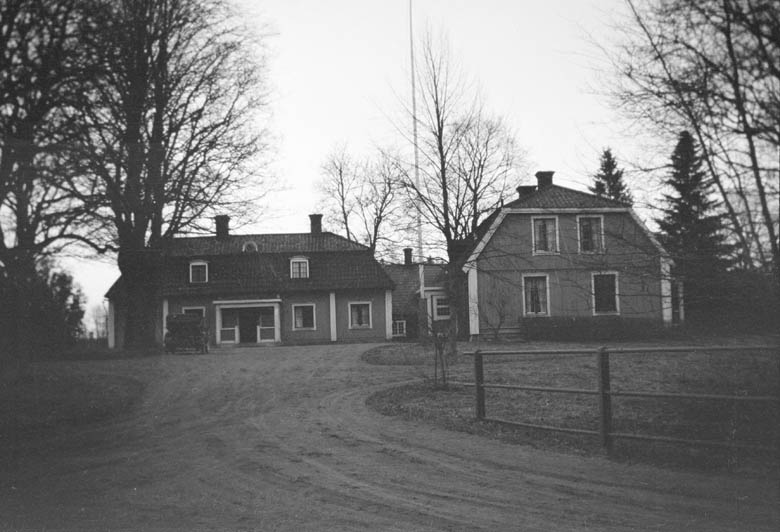
Vattholma herrgård

Wattholma bruk är ett tidigare järn- och mässingsbruk i Vattholma i Uppsala kommun.
Wattholma järnbruk har anor från 1300-talet. Det låg på ön Vattholmen i Fyrisån. Gustav Vasa bildade 1545 tillsammans med bland annat tyska bergsmän ett bolag för bergshantering i Dannemoratrakten och utökade samt moderniserad järnproduktionen i Österby. År 1571 anlades också Sveriges första mässingsbruk av Johan III. Wattholma drevs som kronobruk till slutet av 1500-talet, då det gick sämre och så småningom övertogs av släkten Bielke på Salsta. Under 1600-talet infördes vallonsmide och i slutet av 1600-talet och början av 1700-talet gick bruket bra. 
Mässingsbruket i Vattholma producerade varor som fyrfat, sängvärmare och vinkylare för kungahovet. Det lades ned redan 1780.
År 1872 upphörde vallonsmidet och ersattes av smide enligt lancashiremetoden. Bruket fick merparten av sin malm från Dannemora gruva. 
Stångjärnstillverkningen lades ned 1905. Verksamheten fortsatte emellertid med manufaktursmide, mekanisk verkstad, snickeri och gjuteri. År 1939 såldes bruket till Allmänna brandredskapsaffären AB, varefter där tillverkades brandredskap och slangklämmor samt brandredskap som stegar och karosser till brandbilar. Viss avveckling skedde från 1965. Tillverkningen av slangklämmor upphörde 1992. Det blev slutet på den industriella epoken i Vattholma. 
På 1960-talet var bruksmiljön nedgången. En upprustning genomfördes och idag är bruksmiljön omvandlad till bostäder. Vissa industribyggnader är bevarade och används till en företagspark.